# Telerig-Nunatak
Der Telerig-Nunatak (bulgarisch нунатак Телериг nunatak Telerig) ist ein 170 m hoher Nunatak auf Greenwich Island im Archipel der Südlichen Shetlandinseln. Am südwestlichen Ausläufer der Dryanovo Heights ragt er 1,6 km südöstlich des Kersebleptes-Nunataks, 1,68 km südsüdöstlich des Panagjurischte-Nunataks und 1,9 km westlich des Lloyd Hill auf.
Bulgarische Wissenschaftler kartierten ihn im Zuge von Vermessungen der Tangra Mountains auf der benachbarten Livingston-Insel zwischen 2004 und 2005. Die bulgarische Kommission für Antarktische Geographische Namen benannte ihn 2005 nach Telerig, einem protobulgarischen Khan des 7. Jahrhunderts.